# Kerstin Rech

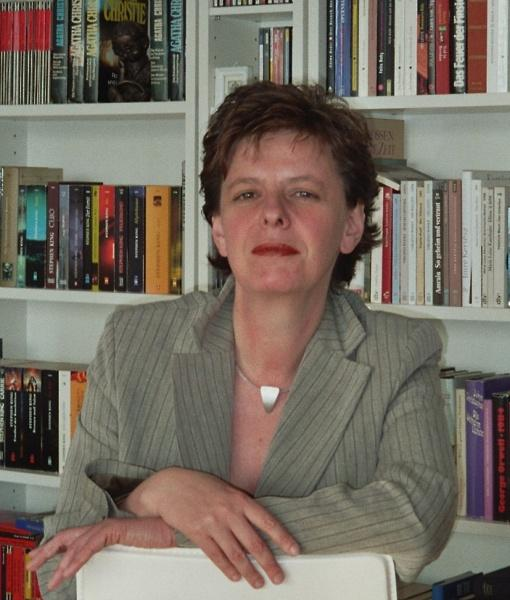
Kerstin Rech

Kerstin Rech (* 8. Juni 1962 in Blieskastel) ist eine deutsche Autorin.

## Leben
Kerstin Rech wuchs im Blieskasteler Stadtteil Bierbach auf und besuchte das Gymnasium im benachbarten Homburg. Nach ihrem Abitur studierte sie drei Semester Mathematik, brach aber ihr Studium danach ab. Im Anschluss daran arbeitete sie in diversen Jobs als Lagerarbeiterin, Redakteurin einer Firmenzeitung, Chefsekretärin, Korrektorin und als Sachbearbeiterin im Adress-Marketing. 1985 begann sie ein Studium an der Filmschule Stuttgart im Künstlerhaus Reuchlinstraße.
Als Autorin trat sie 1988 mit Prosa, Theaterstücken und Hörspielen in Erscheinung.
1996 Preisträgerin beim Wettbewerb Microracconti-Mikrogeschichten, einer Initiative des Instituto Italiano di Cultura Stuttgart
und des Goethe-Instituts in Turin, mit der Mikrogeschichte Zehn Minuten.
2004 wurde der Roman Das fünfte Geschlecht für den Friedrich-Glauser-Preis Krimipreis der Autoren in der Sparte bestes Debüt 2003 nominiert.
Der im Jahr 2004 erschienene Roman Der Permes wurde im Bundesland Saarland als Schullektüre verwendet.
2010 erster Platz beim Mannheimer Heinrich-Vetter-Literaturpreis mit der Kurzgeschichte Der Normalo. Kerstin Rech schreibt auch für diverse deutsche Tageszeitungen. Sie lebt und arbeitet in Stuttgart und ist Mitglied beim Syndikat, dem Verein für deutschsprachige Kriminalliteratur.

## Veröffentlichungen

### Sachbücher
- Der Schlager, das Saarland und die Siebziger. Geistkirch Verlag, Saarbrücken 2017, ISBN 978-3-946036-68-5
- Spektakuläre Kriminalfälle im Saarland. Geistkirch Verlag, Saarbrücken 2015, ISBN 978-3-946036-43-2

### Romane
- Die Tür. SWB-Verlag, Stuttgart 2021, ISBN 978-3-96438-047-0
- Sankt Martin. SWB-Verlag, Stuttgart 2013, ISBN 978-3-944264-06-6
- Kastanienhof. SWB-Verlag, Stuttgart 2011, ISBN 978-3-942661-04-1
- Hotel Excelsior. Conte Verlag, Saarbrücken 2008, ISBN 978-3-936950-77-9
- Schenselo. Conte Verlag, Saarbrücken 2007, ISBN 978-3-936950-60-1
- Der Werwolf vom Webenheimer Bösch. Leda-Verlag, Leer 2006, ISBN 3-934927-78-5
- Der Permes. Kriminalroman. Leda-Verlag, Leer 2004, ISBN 3-934927-52-1
- Das fünfte Geschlecht. Leda-Verlag, Leer 2003, ISBN 3-934927-35-1

### Kurzgeschichten
Kurzgeschichten sind in zahlreichen Anthologien erschienen.

### Hörspiele
- 2011 Paulas Gespür für Mord – SWR4, Tübingen
- 2010 Dr alde Deibler (zusammen mit Carin Chilvers) – SWR4, Tübingen
- 1999 Kennen Sie Frau Zapf? – WDR, Köln
- 1995 Zehn vor vier – MDR, Leipzig
- 1995 In Zukunft – SR
- 1995 Es is nix bewies – SR
- 1994 Ei joh! – SR
- 1993 Soviel Dorn’ ein Rosenstock – Schweizer Radio DRS

### Theaterstücke
- 1994 	Ei joh! (Aufführung der Theatergruppe MundART SAAR, Saarbrücken mit Alice Hoffmann und Gregor Weber)